# Мордово (Ульяновська область)
Мордово (рос. Мордово) — село в Сенгилєєвському районі Ульяновської області Російської Федерації.
Населення становить 317 осіб. Входить до складу муніципального утворення Єлаурське сільське поселення.

## Історія
Населений пункт розташований на території українського культурного та етнічного краю Жовтий Клин.
Від 2004 року входить до складу муніципального утворення Єлаурське сільське поселення.

## Населення
| 1913 | 1996 | 2010 |
| ---- | ---- | ---- |
| 1694 | ↘440 | ↘317 |